# Sita
Sita (del sànscrit sīta, "arada") és una deessa de l'hinduisme que apareix al Ramayana com a esposa de l'heroi principal, Rama. Com a avatar de Lakxmi, representa les virtuts ideals d'una dona, així com la riquesa.
El seu naixement està narrat en històries diferents i contradictòries però sembla filla d'una deessa mare primordial de temps prevèdics. Amb ella apareix un arc màgic, de gran pes i volum i es proclama que només qui aconsegueixi disparar-lo podrà optar a la seva mà, gesta que assoleix Rama en una competició amb altres candidats. Estant la parella al bosc, Sita és raptada per Ravana i el seu marit ha de córrer diverses aventures per salvar-la. Quan tornen al palau reial, Sita ha de fer front a falses acusacions d'adulteri, que la forcen a un exili temporal on cria els seus bessons en solitari. Finalment és perdonada i torna a ocupar el tron que li correspon.
Part de la cerimònia de les llums o diwali és en el seu honor.